# Teoría de la interferencia
La teoría de la interferencia es una teoría relativa a la memoria humana. La interferencia se produce en el aprendizaje. La idea es que los recuerdos codificados en la memoria a largo plazo (MLP) se olvidan y no pueden recuperarse en la memoria a corto plazo (MCP) porque cualquiera de los dos recuerdos podría interferir con el otro. El reto de la recuperación de la memoria consiste en recordar el recuerdo específico y trabajar en el espacio de trabajo temporal proporcionado por la memoria a corto plazo. La retención de información relativa al momento relevante de la codificación de los recuerdos en la memoria a corto plazo influye en la intensidad de la interferencia. Existen dos tipos de efectos de interferencia: interferencia proactiva e interferencia retroactiva.

## Historia
Se atribuye a John A. Bergström la realización del primer estudio sobre la interferencia en 1892. Su experimento era similar a la tarea Stroop y requería que los sujetos ordenaran dos barajas de cartas con palabras en dos montones. Cuando se cambiaba la ubicación del segundo montón, la clasificación era más lenta, lo que demostraba que el primer conjunto de reglas de clasificación interfería en el aprendizaje del nuevo conjunto. Los psicólogos alemanes continuaron en este campo con Georg Elias Müller y Pilzecker en 1900 estudiando la interferencia retroactiva. Para confusión de los estadounidenses en una fecha posterior, Müller utilizó "Hemmung asociativo" (inhibición) como un término general para la inhibición retroactiva y proactiva.
El siguiente gran avance vino de la mano del psicólogo estadounidense Benton J. Underwood en 1957. Underwood revisó la curva de aprendizaje clásica de Ebbinghaus y descubrió que la mayor parte del olvido se debía a la interferencia de materiales previamente aprendidos.
En 1924, John G. Jenkins y Karl Dallenbach demostraron que las experiencias cotidianas pueden interferir en la memoria, empleando un experimento que mostraba que la retención era mejor durante el sueño que durante el mismo tiempo dedicado a la actividad. Estados Unidos volvió a avanzar en 1932, cuando John A. McGeoch sugirió que la teoría del deterioro debía sustituirse por una teoría de la interferencia. El cambio de paradigma más reciente se produjo cuando Underwood propuso que la inhibición proactiva es más importante o significativa que la inhibición retroactiva a la hora de explicar el olvido.

## Interferencia proactiva
La interferencia proactiva es la interferencia de recuerdos más antiguos con la recuperación de recuerdos más recientes. De los dos efectos de la teoría de la interferencia, la interferencia proactiva es el tipo de interferencia menos común y menos problemático en comparación con la interferencia retroactiva. Anteriormente, se había planteado la hipótesis de que el olvido de los recuerdos de trabajo sería inexistente si no fuera por la interferencia proactiva.

### Contexto
La acumulación de interferencia proactiva se produce cuando se aprenden recuerdos en contextos similares. Un ejemplo habitual es observar cómo las habilidades motrices previas de una habilidad interfieren con un nuevo conjunto de habilidades motrices que se están aprendiendo en otra habilidad de la inicial. La interferencia proactiva también se asocia con una peor discriminación de listas, que se produce cuando se pide a los participantes que juzguen si un elemento ha aparecido en una lista previamente aprendida. Si los elementos o pares que se van a aprender están conceptualmente relacionados entre sí, la interferencia proactiva tiene un efecto mayor.  Delos Wickens descubrió que la acumulación de interferencia proactiva se libera cuando se produce un cambio en la categoría de los ítems que se están aprendiendo, lo que conduce a un mayor procesamiento en la LCP.  La presentación de nuevas habilidades más tarde en la práctica puede reducir considerablemente la interferencia proactiva deseable para que los participantes tengan la mejor oportunidad de codificar nuevos recuerdos frescos en la MLP.

### Estructuras cerebrales

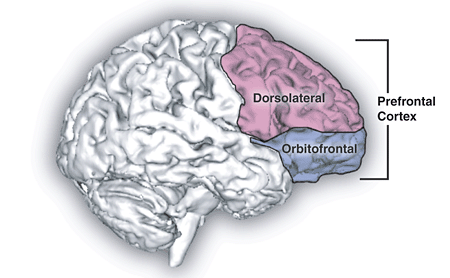
Corteza prefrontal

La principal técnica experimental para estudiar la interferencia proactiva en el cerebro es la tarea de "sondeo reciente". Inicialmente, los participantes deben memorizar una serie de elementos. A continuación, se les pide que recuerden un elemento específico. La evaluación se realiza mediante una sonda. Así, utilizando la tarea de sondas recientes y las IRMf, los mecanismos cerebrales implicados en la resolución de la interferencia proactiva se identifican como el córtex prefrontal ventrolateral y el córtex prefrontal anterior izquierdo.

### Investigación

#### Con listas
Los investigadores han estudiado la influencia conjunta de la interferencia proactiva y retroactiva utilizando una lista de elementos a recordar. Como era de esperar, el recuerdo se veía obstaculizado al aumentar el número de elementos de una lista determinada. La interferencia proactiva también afectaba al aprendizaje cuando se trataba de listas múltiples. Los investigadores hicieron que los participantes aprendieran una lista de diez adjetivos emparejados. Los experimentadores consideraban que una lista estaba aprendida si el participante podía recordar correctamente ocho de los diez elementos. Al cabo de dos días, los participantes podían recordar cerca del 70% de los elementos. Sin embargo, aquellos a los que se les pidió que memorizaran una nueva lista al día siguiente de aprender la primera sólo recordaban el 40%. Los que aprendieron una tercera lista recordaron el 25% de los elementos. Por lo tanto, la interferencia proactiva afectó al recuerdo correcto de la última lista aprendida, debido a la anterior, o a dos. En cuanto al olvido, el efecto de la interferencia proactiva fue corroborado por otros estudios que utilizaron métodos diferentes. El efecto de la interferencia proactiva se reducía cuando la prueba era inmediata y cuando la nueva lista objetivo era diferente de las listas aprendidas anteriormente.

#### RendimientoSpan
El rendimiento span se refiere a la capacidad de la memoria de trabajo. Se hipotetiza que el rendimiento span es limitado en la comprensión del lenguaje, la resolución de problemas y la memoria. La interferencia proactiva afecta a la susceptibilidad a las limitaciones del rendimiento en span, ya que el rendimiento en span en los ensayos experimentales posteriores fue peor que el rendimiento en los ensayos anteriores. En las tareas simples, la interferencia proactiva tuvo menos efecto en los participantes con un span alto de memoria de trabajo que en los que tenían un span bajo. Con tareas duales, ambos tipos fueron igualmente susceptibles.
Para diferir, otros han intentado investigar la relación de la interferencia proactiva cuando se les indica que olviden. Turvey y Wittlinger diseñaron un experimento para examinar los efectos de pistas como "no recordar" y "no poder recuperar" con material aprendido en ese momento. Mientras que "no recordar" tuvo un efecto significativo en la reducción de la interferencia proactiva, la indicación de "no poder recuperar" información previamente codificada y almacenada no redujo significativamente el efecto. Por lo tanto, estas señales asociadas no controlan directamente el efecto potencial de la interferencia proactiva en la duración de la memoria a corto plazo.
La interferencia proactiva ha mostrado un efecto durante la fase de aprendizaje en términos de estímulos en las etapas de adquisición y recuperación con tareas conductuales para humanos, como descubrieron Castro, Ortega y Matute. Con 106 participantes, investigaron dos cuestiones principales: si se aprenden dos claves como predictores del mismo resultado (una después de la otra), ¿se retrasaría la asociación del resultado de la segunda clave? Y en segundo lugar, una vez que la segunda asociación se ha aprendido por completo, ¿seguirá existiendo un efecto en los ensayos posteriores? La investigación, tal y como se predijo, mostró retraso y deterioro en las asociaciones, debido al efecto de la interferencia proactiva.

## Interferencia retroactiva
La interferencia retroactiva, también conocida como inhibición retroactiva, es la interferencia de recuerdos más recientes con la recuperación de recuerdos más antiguos. En otras palabras, los recuerdos aprendidos posteriormente contribuyen directamente al olvido de los recuerdos aprendidos previamente. El efecto de la interferencia retroactiva tiene lugar cuando cualquier tipo de habilidad no se ha ensayado durante largos periodos de tiempo. De los dos efectos de la teoría de la interferencia, la interferencia retroactiva se considera el tipo de interferencia más común y más problemático en comparación con la interferencia proactiva.
La interferencia retroactiva es un paradigma clásico que fue denominado oficialmente por primera vez por Muller. Estos pioneros de la investigación de la memoria demostraron que llenar el intervalo de retención (definido como la cantidad de tiempo que transcurre entre la etapa inicial de aprendizaje y la etapa de recuerdo) con tareas y material causaba efectos de interferencia significativos con los ítems aprendidos primarios.
En comparación con la interferencia proactiva, la retroactiva puede tener efectos mayores porque no sólo hay competencia, sino también desaprendizaje.

### Investigación icónica

#### Recuerdo (libre) modificado
El estudio de Briggs (1954) modeló el trabajo de McGeoch sobre la interferencia, sentando las bases para un diseño clásico de interferencia retroactiva. En su estudio, se pidió a los participantes que aprendieran 12 pares de asociados con un criterio del 100%. Para garantizar la parsimonia, estos pares pueden etiquetarse como A1-B1-, A2-B2-...A I -B I (también llamado paradigma AB/AC). Briggs utilizó una técnica de "recuerdo libre modificado" pidiendo a los participantes que recordaran un elemento cuando se les indicaba B I . A lo largo de múltiples ensayos de anticipación, los participantes aprendieron los ítems B I mediante la indicación de ítems B I . Después de perfeccionar el aprendizaje de A I - B I, se les dio a los participantes una nueva lista de asociados emparejados para aprender; sin embargo, los ítems B I se sustituyeron por ítems C I (ahora se les dio una lista de A1-C1-, A2-C2-...A I -C I ). A medida que aumentaba el aprendizaje de los pares A I -C I, disminuía el de los pares A I -B I . Finalmente, el recuerdo de los ítems C I superó al de los ítems B I, lo que representa el fenómeno de interferencia retroactiva. Una parte significativa del estudio de Briggs (1954) fue que una vez que los participantes fueron evaluados después de un retraso de 24 horas, las respuestas Bi se recuperaron espontáneamente y superaron el recuerdo de los ítems Ci. Briggs explicó la ilustración de la recuperación espontánea como una explicación de los ítems A I -B I compitiendo con los ítems A I -C I o, como lo definiría McGeoch: "una resultante [de] dominancia momentánea".

#### Recuerdo libre modificado
J.M. Barnes y B.J. Underwood (1959) ampliaron el estudio de Briggs (1954) aplicando un procedimiento similar. Sin embargo, la principal diferencia en este estudio era que, a diferencia de la tarea de "recuerdo libre modificado" (MFR) de Briggs (1954), en la que los participantes daban respuestas de un solo ítem, Barnes y Underwood pidieron a los participantes que dieran respuestas tanto de la Lista 1 como de la Lista 2 en cada tarea de recuerdo inducido. La capacidad de los participantes para recordar ambos ítems se denominó técnica de "recuerdo libre modificado" (MMFR). De forma equivalente a los resultados de Briggs (1954), la RI se producía cuando las respuestas recordadas C I superaban gradualmente a las respuestas B I. Barnes y Underwood argumentaron que, dado que había "tiempo de recuerdo ilimitado" para producir respuestas de múltiples ítems, el hecho de que las respuestas A I -C I siguieran superando a las respuestas A I -B I representaba un relato de desaprendizaje.

### Conceptos de investigación destacados

#### Olvidar
Desde que el psicólogo alemán H. Ebbinghaus (1885, 1913) realizara los primeros estudios científicos sobre el olvido a finales del siglo XIX, las investigaciones posteriores sobre el ritmo de olvido de la información presentada han sido escarpadas. Aunque diversos factores influyen en el ritmo de olvido, la conclusión general a la que se ha llegado es que el 70% de la información recordada originalmente se olvida inicialmente en 24 horas tras una sesión de práctica, seguida del 80% de la información olvidada en 48 horas. Después, el olvido disminuye a un ritmo gradual, lo que deja entre un 5% y un 10% de la información retenida disponible para que los alumnos accedan a ella desde la práctica hasta la siguiente sesión. A pesar de las cifras, la interferencia retroactiva puede reducirse significativamente mediante la implementación de programas de práctica de sobreaprendizaje, sesiones periódicas de refresco cuando se practican destrezas y tiempo de ensayo de la destreza para los periodos inactivos de la práctica. Las destrezas continuas son más resistentes a la tasa de olvido en comparación con las destrezas discretas, lo que indica que los tipos de destrezas que se practican y la interferencia retroactiva interactúan significativamente entre sí.

### Teorías
El fenómeno de la interferencia retroactiva es muy importante en el estudio de la memoria, ya que ha suscitado un debate histórico y continuo sobre si el proceso de olvido se debe a la interferencia de otros estímulos competidores o más bien al desaprendizaje del material olvidado. La importante conclusión que se puede extraer de la RI es que "el olvido no es simplemente un fallo o debilidad del sistema de memoria" (Bjork, 1992), sino más bien una parte integral de nuestro repertorio de conocimientos almacenados. Aunque los investigadores cognitivos modernos siguen debatiendo las causas reales del olvido (por ejemplo, competencia frente a desaprendizaje), la interferencia retroactiva implica una comprensión general de que en la memoria intervienen procesos subyacentes adicionales.

#### Competencia
Una explicación estándar de la causa de la RI es la competencia. Las asociaciones nuevas compiten con las más antiguas y la asociación más reciente ganaría haciendo imposible recordar las asociaciones anteriores. La recuperación espontánea en la MFR apoya la afirmación de la competencia, ya que tras un periodo de descanso los participantes recordaron espontáneamente asociaciones de pares originales que no eran capaces de recordar justo después de la segunda prueba.

#### Desaprendizaje asociativo
La hipótesis del desaprendizaje asociativo explica la RI diciendo que las nuevas asociaciones sustituyen a las antiguas en la memoria haciendo que el participante olvide las asociaciones iniciales. Barnes y Underwood argumentaron que el hecho de que las respuestas A I -C I sigan superando en número a las respuestas A I -B I tras el periodo de retraso apoya la hipótesis del desaprendizaje asociativo por encima de la competencia.

### Estructuras cerebrales
La interferencia retroactiva se ha localizado en el córtex prefrontal ventral anterior izquierdo mediante estudios de magnetoencefalografía (MEG) que investigaron la interferencia retroactiva y la memoria de trabajo en adultos mayores. El estudio descubrió que los adultos de 55 a 67 años mostraban menos actividad magnética en sus córtex prefrontales que el grupo de control. Los mecanismos de control ejecutivo se localizan en la corteza frontal y los déficits en la memoria de trabajo muestran cambios en el funcionamiento de esta área cerebral.

### Investigación

#### Percepción del tono
También se ha investigado la interferencia retroactiva utilizando la percepción del tono como medio de aprendizaje. El investigador descubrió que la presentación de estímulos posteriores en sucesión provoca una disminución de la precisión recordada. Massaro descubrió que la presentación de tonos auditivos sucesivos confunde la memoria perceptiva a corto plazo, lo que provoca interferencia retroactiva, ya que el nuevo tono inhibe la recuperación de los tonos escuchados anteriormente.

#### Movimiento motriz
Wohldmann, Healey y Bourne descubrieron que la interferencia retroactiva también afecta a la retención de movimientos motores. Los investigadores descubrieron que la interferencia retroactiva afecta a la ejecución de movimientos motores antiguos cuando se practican movimientos motores recién adquiridos. La práctica física de movimientos motores recién ejecutados disminuyó la retención y el recuerdo de movimientos previamente aprendidos. A pesar de la interferencia retroactiva observada por Wohldmann et al, los investigadores observaron que la práctica mental disminuía la cantidad de interferencia retroactiva, lo que sugiere que la práctica mental es más flexible y duradera en el tiempo. Este estudio del efecto de superioridad de la práctica física es similar al efecto de superioridad de la palabra que Cattell hizo famoso.

#### Tareas con palabras
La interferencia retroactiva aumenta cuando los elementos son similares y, por lo tanto, aumenta la asociación entre ellos, como muestra la propagación de activación. Barnes y Underwood descubrieron que, cuando a los participantes de la condición experimental se les presentaban dos listas de palabras similares, el recuerdo de la lista de la primera palabra disminuía con la presentación de la lista de la segunda palabra. Este hallazgo contrasta con la condición de control, ya que tenían poca inferencia retroactiva cuando se les pedía que recordaran la lista de la primera palabra tras un periodo de actividad no relacionada.

## Interferencias en la salida
La interferencia de salida se produce cuando el acto inicial de recordar una información específica interfiere con la recuperación de la información original. Un ejemplo de interferencia de salida podría darse si una persona hubiera creado una lista de artículos para comprar en el supermercado, pero se olvidara de cogerla al salir de casa. El hecho de recordar un par de artículos de esa lista disminuye la probabilidad de recordar los demás artículos de esa lista.

### Investigación

#### Memoria a corto plazo
Henry L. Roediger III y Schmidt descubrieron que el acto de recordar puede ser la causa de la falta de memoria, utilizando varios experimentos que evaluaban el recuerdo de listas asociativas categorizadas y emparejadas. Se realizaron tres experimentos en los que primero se presentaban listas categorizadas a los sujetos y, a continuación, se les pedía que recordaran los elementos de la lista después de mostrarles el nombre de la categoría como pista. Cuanto más se alejaba la posición de la prueba de la categoría, más disminuía el recuerdo de palabras. Un cuarto experimento reveló que sólo los elementos recientes estaban presentes en la interferencia de salida en listas asociativas emparejadas.

#### Memoria a largo plazo

Amígdala resaltada en rojo

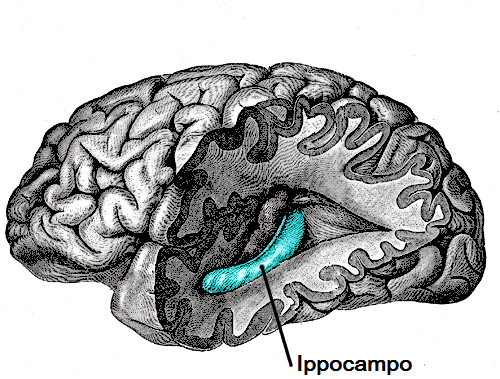
Hipocampo resaltado en azul

Smith descubrió que si se recordaban con éxito categorías con elementos correspondientes, se producía un descenso sistemático al recordar los elementos de una categoría a lo largo de la secuencia de salida. Realizó múltiples experimentos para determinar el input condicionado necesario para producir Interferencia de Salida. En su primer experimento, el recuerdo de palabras por categoría era mayor a los 60 que a los 30 cuando se eliminaba la última categoría de input para evitar el efecto de recencia. En su segundo experimento, cambió las instrucciones, las palabras utilizadas y la naturaleza de la prueba de retención, y demostró que, con el procedimiento de reconocimiento, había Interferencia de Salida, pero el efecto se limitaba a las tres primeras posiciones de salida. Aunque la recuperación de ítems sea necesaria para un recuerdo, no es crucial para el rendimiento en una táctica de reconocimiento.  El recuerdo de la información organizada de la memoria a largo plazo perjudica al siguiente ítem recordado. En la memoria a largo plazo, Smith sugiere que la Interferencia de Salida tiene efectos sobre el material extra-núcleo, que se representa como información contextual, más que sobre el material núcleo, que está altamente disponible como resultado de la organización.

#### Efectos de la edad
Tanto en la memoria a corto plazo como en la memoria a largo plazo, Smith midió la interferencia de salida en tres grupos de edad (20-39, 40-59, 60-80 años). Los resultados del rendimiento de recuerdo revelaron diferencias significativas debidas a la edad, ya que el grupo de más edad recordaba menos elementos que el grupo intermedio, que recordaba menos elementos que el grupo más joven. En general, Smith concluyó que el deterioro de la memoria aparece con el aumento de la edad, con el olvido de la memoria a largo plazo más que con el olvido de la memoria a corto plazo, y que la memoria a corto plazo no se veía afectada por la edad. Sin embargo, la interferencia de salida no pudo explicar el déficit de memoria observado en los sujetos de más edad.
En investigaciones recientes sobre el recuerdo libre y el triaje cognitivo en adultos, se observó que el rendimiento del recuerdo era peor en los adultos mayores que en los jóvenes, aunque también se indicó que los adultos mayores eran más propensos a las interferencias de salida que los jóvenes y que la diferencia aumentaba a medida que se recordaban más elementos.

## Teorías similares

### Teoría del deterioro
La teoría del deterioro señala que los recuerdos se debilitan con el tiempo a pesar de la consolidación y el almacenamiento, es decir, que aunque recuerde un detalle concreto, con el tiempo puede tener más dificultades para recuperar el detalle que codificó. Se ha sugerido que el intervalo de tiempo entre la codificación y la recuperación determina la precisión del recuerdo.
Un ejemplo práctico de la teoría del deterioro se ve en el sector financiero. Si se abre una cuenta bancaria y no se ingresa ni se retira dinero de ella, al cabo de un tiempo el banco la dejará inactiva. El titular de la cuenta tiene que volver a abrirla para que siga activa. La cuenta bancaria (la memoria) se vuelve inactiva (la memoria se debilita) con el tiempo si no hay actividad en la cuenta (si no se recupera la memoria al cabo de un tiempo).

#### Similitudes
La teoría del  deterioro es similar a la teoría de la interferencia en el sentido de que los recuerdos antiguos se pierden con el paso del tiempo. En la teoría de la decadencia, los recuerdos se pierden por el paso del tiempo. En la teoría de la interferencia, los recuerdos se pierden debido a los recuerdos recién adquiridos. Tanto la teoría de la descomposición como la de la interferencia forman parte de las teorías psicológicas del olvido.

#### Diferencias
La Teoría del deterioro y la Teoría de la Interferencia difieren en que la primera tiene un segundo estímulo que impide la recuperación del primero. La Teoría del deterioro está causada por el propio tiempo. La teoría del deterioro es un método pasivo de olvido, ya que no se produce ninguna interferencia. La Teoría de la Interferencia es un proceso activo porque el acto de aprender nueva información impide directamente el recuerdo de la información almacenada previamente.

### Interferencia de doble tarea
La interferencia de doble tarea es un tipo de interferencia que se produce cuando se intentan realizar dos tareas simultáneamente. Harold Pashler escribió un artículo en el que resumía los enfoques teóricos de la interferencia de doble tarea. La base de su investigación se centraba en por qué, cuando una persona intenta realizar dos o más tareas al mismo tiempo, en algunos casos consigue completarlas y en otros no.

#### Capacidad compartida
Pashler propuso que el cerebro contiene una entidad mental en la que deben llevarse a cabo todas las tareas. Un ejemplo de la vida real podría ser ir al dentista; el único lugar para que te empasten las caries es la consulta de un dentista. Cuando el cerebro intenta completar dos tareas, ambas están presentes en la misma área mental y compiten por la capacidad y la velocidad de procesamiento. Esto se relaciona con la teoría de la interferencia, ya que las tareas compiten. La teoría de la interferencia dice que el aprendizaje de información nueva disminuye la recuperación de información más antigua, y esto es cierto en el caso de la interferencia de dos tareas. La tarea dominante de las dos inhibe la realización de la otra. Se supone que la tarea dominante sería una tarea nueva, ya que una tarea realizada anteriormente ya estaría almacenada en la memoria. Por tanto, la nueva tarea se completaría con éxito, ya que se requiere más esfuerzo mental para completar una tarea nueva, y la tarea completada anteriormente no se completaría, ya que la nueva tarea dominaba la capacidad mental. Tal y como afirma la Teoría de la Interferencia, la realización de nuevas tareas inhibe la realización de tareas completadas anteriormente debido a la capacidad compartida.

#### Modelos de comunicación cruzada
La comunicación cruzada es la comunicación entre las entradas sensoriales, el procesamiento y los pensamientos del individuo. La teoría es que si se activan dos procesos que no son similares en ningún aspecto (hacer galletas e irse de vacaciones), el cerebro se confundirá, ya que se activarán áreas cognitivas distintas y habrá una comunicación conflictiva entre ambas Por el contrario, si los dos procesos son similares (hacer galletas y servir leche), habrá menos comunicación cruzada y un procesamiento cognitivo más productivo e ininterrumpido.
Los ingenieros utilizan el término diafonía para referirse a la degradación de los canales de comunicación debida a la dependencia del contexto.
Navon y Miller afirman que la interferencia de la doble tarea está causada por un conflicto de resultados, que es el resultado de una tarea que produce "salidas, rendimientos o efectos secundarios que son perjudiciales para el procesamiento de la [otra tarea]". Este es el concepto de la teoría de la interferencia. Los pensamientos, salidas y efectos secundarios de una tarea afectan al recuerdo anterior o posterior.

## Neurobiología

### Estudios deIRMfrelacionados con eventos

#### Tarea Stroop y Simon

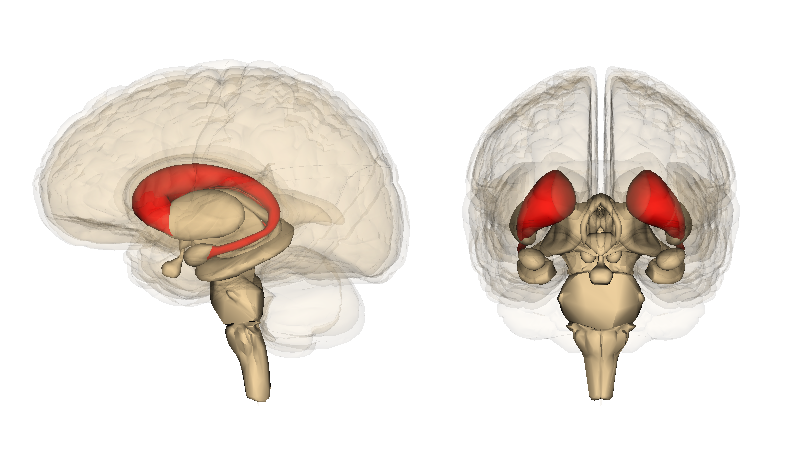
Núcleo caudado resaltado en rojo

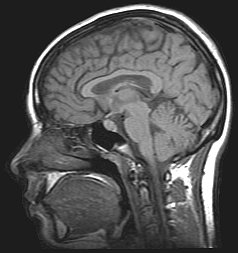
Resonancia magnética de un cerebro humano

Se realizó un seguimiento de la ejecución de las tareas de Stroop y Simon en 10 adultos jóvenes sanos mediante imágenes de resonancia magnética (IRM). Se adquirieron imágenes funcionales en intervalos de tiempo específicos durante la exploración de cada sujeto. La activación cerebral durante las tareas de Stroop y Simon fue notablemente similar, incluyendo el cíngulo anterior, la corteza motora suplementaria, la corteza de asociación visual, la corteza temporal inferior, la corteza parietal inferior, la corteza frontal inferior, la corteza prefrontal dorsolateral y los núcleos caudados. Los efectos de interferencia en las tareas de Stroop y Simon activan regiones cerebrales similares en distribuciones temporales similares.

## Aplicación

### Publicidad
Se ha demostrado que el recuerdo será menor cuando los consumidores hayan visto después un anuncio de una marca competidora de la misma clase de producto. La exposición a anuncios similares posteriores no provoca interferencias en los consumidores cuando las marcas se valoran en función de la probabilidad de compra. Esto demuestra que el objetivo del procesamiento de la información puede moderar los efectos de interferencia de la publicidad de la competencia. La publicidad de marcas competidoras no sólo interfiere en el recuerdo que el consumidor tiene de la publicidad del pasado, sino que también interfiere en el aprendizaje de nueva información sobre marcas distintivas en el futuro.

#### Reducir la interferencia de la publicidad competitiva
La repetición mejora el recuerdo del nombre de la marca cuando se presenta sola. Cuando se presentó publicidad de la competencia, se demostró que la repetición no proporcionaba ninguna mejora en el recuerdo del nombre de la marca con respecto a una sola exposición. Los anuncios de la competencia interferían con el aprendizaje añadido de la repetición. Sin embargo, cuando se mostraba el nombre de la marca objetivo variando la ejecución del anuncio, la interferencia se reducía. Presentar los anuncios en varias modalidades (visual, auditiva) reducirá las posibles interferencias porque hay más asociaciones o vías para recordar que si sólo se hubiera utilizado una modalidad. Este es el principio del aprendizaje multimedia. Además, las interferencias aumentan cuando se presentan anuncios competidores en la misma modalidad. Por lo tanto, al presentar los anuncios en varias modalidades, aumenta la probabilidad de que la marca de destino tenga pistas únicas.